# Pomořanka
Pomořanka (Cakile) je rod rostlin z čeledě brukvovitých které rostou v blízkosti mořských pobřeží (často i v písčitých dunách) ve všech světadílech mimo Antarktidy. Na evropských březích roste původní druh pomořanka přímořská která je rostlinou občas zavlékanou i do vnitrozemí, včetně České republiky.

## Popis
Rostliny jednoleté, zřídka dvouleté, lysé, s našedivělými lodyhami a kožovitými listy. Až 0,8 m dlouhé lodyhy, vystoupavé nebo poléhavé, rostou z dlouhého kořene a od báze se silně větví. Malé až středně velké lodyžní listy vyrůstající střídavě ve spirále jsou dužnaté, s řapíky a bez palistů, jejich čepele jsou obvykle jednou až dvakrát dělené nebo méně častěji celokrajné a nepravidelně zubaté.
Čtyřčetné oboupohlavní květy bez listenů a na stopkách vyrůstají v květenstvích hrozen které se při dozrávání plodů výrazně zvětšuje. Okvětí je tvořeno volnými, vztyčenými, vespod vypouklými kališními lístky a s korunou skládající se z volných, rozložených, bílých, růžových nebo nachových lístků. Dvoumocných tyčinek je v květu ve dvou kruzích šest. Gyneceum je tvořeno dvěma plodolisty. V květech opylovaných hmyzem jsou žlázky s nektarem.
Plodem jsou kopinaté nebo oválné, dvoudílné, nepukající šešule nebo šešulky s dřevnatou nebo korkovitou stěnou které se po dozrání příčně rozdělují vedví. Horní díl s větším semenem odpadává dříve a bývá obvykle zanášen větrem nebo mořskou vodou do vzdálených míst. Spodní díl plodu je k rostlině připojen pevněji a zůstává tam déle, druhé semeno tak obvykle vyklíčí v blízkosti mateřské rostliny.

## Taxonomie
V současnosti dochází k taxonomické redukci množství uznávaných druhů a jejich počet není stabilizován. Podle existují čtyři
- Cakile constricta Rodman
- Cakile edentula (Bigelow) Hook.
- Cakile lanceolata (Willd.) O. E. Schulz
- Cakile maritima Scop.,

uznává také druh
- Cakile geniculata (B. L. Rob.) Millsp.

a přidává navíc
- Cakile arabica Velen.
- Cakile arctica Pobed.